# Prisionera de amor
Prisionera de amor es una telenovela mexicana producida en 1994 por Pedro Damián para Televisa. 
Está protagonizada por Maribel Guardia y Saúl Lisazo, con las participaciones antagónicas de Julieta Egurrola, Lorena Meritano, Rosario Gálvez, Gabriela Goldsmith, Sebastián Ligarde y Fernando Ciangherotti.

## Sinopsis
Cristina Carbajal es una mujer que ha pagado una injusta condena por haber sido equivocadamente culpada por la muerte de su esposo. Después de diez años encerrada, consigue salir de la prisión por buena conducta. Sus hijas Karina y Rosita, quienes tenían solo cinco años y un año de edad cuando su madre fue encarcelada, ahora tienen 15 y 11 años de edad. Ellas han sido criadas por los tíos de su padre, Braulio y Eloisa Monasterios. Los Monasterios odian a Cristina, puesto que creen que ella es la responsable de la muerte de su sobrino, y les han dicho a las niñas que son huérfanas.
Al salir de la prisión, Cristina regresa a la vecindad donde vivía y comienza a trabajar como ama de llaves bajo el nombre "Florencia" en la casa de su abogado defensor, José Armando Vidal, y su esposa Gisela, una mujer dulce y de nobles sentimientos que tiene una enfermedad terminal. Gisela acoge a "Florencia" y la empieza a educar para que ella pueda infiltrarse en la alta sociedad para encontrar un buen esposo.
Después de varios meses, Gisela muere, pero no antes de que José Armando se haya enamorado de Cristina. Cristina también está profundamente enamorada de José Armando, pero ella está más interesada en recuperar a sus hijas. Sin embargo, la lucha se le dificulta porque sus hijas se enteran de que su madre está viva, y al creer que ella mató a su padre, no quieren saber de ella.
"Florencia" se hace pasar por trabajadora social para acercarse a su hija mayor, Karina, quien se ha convertido en una joven desobediente y rebelde. Mientras tanto, un fotógrafo nota la extraordinaria belleza de Cristina y publica algunas fotografías de ella en el periódico, con su verdadero nombre. Al verla en el periódico, sus hijas la buscan y la aceptan inmediatamente como su madre. Aunque Karina está encantada de vivir con ella, Rosita está disgustada por la humilde condición en que vive su madre y rehúsa dejar el estilo de vida cómodo que tiene junto con sus tíos. Sin embargo, al sentirse marginada por sus tíos por la nueva relación que tiene con su madre, acepta vivir con Cristina porque en el fondo siempre tuvo la ilusión de tener su madre a su lado.
Los problemas entre los Monasterios y Cristina finalmente se resuelven: Karina se casa con su primo Alex, y José Armando se casa con Cristina. Poco después, surgen diversos problemas en los matrimonios de madre e hija: Karina deja a su esposo y vuelve a vivir con su madre en la casa de José Armando, y José Armando empieza a darle atención a una amante, Isaura Durán, quien llega a obsesionarse con José Armando hasta el punto de amenazarlo. Tanta es su obesesión que ella pierde los estribos, provocando un accidente de tránsito en el cual ella muere. Después de la muerte de Isaura, la pareja se reconcilia.
Durante este tiempo, Cristina descubre que está embarazada, y da a luz a un varón, Armandito. La pareja está más de sí en su felicidad, pero un accidente de tránsito mata a Armandito y deja traumada a Cristina, quien echa la culpa de la muerte de su hijo a su esposo. Cristina pierde la razón y es internada en un instituto de salud mental. La crisis mental de su madre hace que Karina recapacite y busca a su esposo por apoyo, y ambos se reconcilian. 
Los meses pasan, y Cristina no presenta mejoría. José Armando llega a entablar una relación con Consuelo, la enfermera que cuida a Cristina en el hospital. Él logra que los médicos declaren "loca" a Cristina y le conceden la anulación de su matrimonio, después de la cual él se casa con Consuelo. Mientras tanto, el doctor Miranda se ha encariñado con Cristina, y decide hacer un intento especial para ayudarla a recuperarse. Los esfuerzos del doctor logran ayudar a Cristina a superar el trauma de la muerte de su hijo, y ella vuelve a su hogar pensando que todavía está casada con José Armando. Mientras tanto, José Armando está en conflicto con sus sentimientos: quiere a Consuelo, pero todavía siente la fuerza del amor que tuvo con Cristina.
Después del mejoramiento de Cristina, Consuelo siente y ve el conflicto de emociones que existe dentro de José Armando, y ella lo abandona, dejándolo en libertad para volver con Cristina. Al mismo tiempo, Cristina descubre que José Armando la había declarado "loca" para casarse con otra y ella enfurece. Al final después de que Cristina descubre esta traición de parte de José Armando jura que nunca volverá con él, efectivamente liberándola de las cadenas que la unían a José Armando y abriendo la puerta a una nueva relación entre ella y el doctor Miranda.

## Elenco
- Maribel Guardia - Cristina Carbajal / Florencia Rondán
- Saúl Lisazo - José Armando Vidal
- Gabriela Goldsmith - Isaura Durán
- Rafael Baledón - Braulio Monasterios #1
- Eduardo Noriega - Braulio Monastaerios #2
- Julieta Egurrola - Flavia Monasterios
- Alberto Inzúa - Gastón Monasterios
- Irán Eory - Eloísa Monasterios
- Karla Álvarez - Karina Monasterios
- Gerardo Hemmer - Alex Monasterios
- Alix Bauer - Sonia Monasterios
- Alisa Vélez - Rosita Monasterios
- Ariel López Padilla - Federico Monasterios
- Rosario Gálvez - Eugenia
- Leticia Calderón - Consuelo
- Eduardo Santamarina - Rodrigo Miranda
- Carmen Amezcua - Gisela Vidal
- Rodolfo Arias - Efrén
- Álvaro Carcaño - Pascual
- Juan Felipe Preciado - Albino
- Lorena Meritano - Esther
- Fernando Ciangherotti - Augusto Bianchi
- Sebastián Ligarde - Gerardo Ávila
- Juan Carlos Muñoz - Ángel
- Roberto Gutiérrez - Oswaldo Serrano
- Silvia Derbez - Chayo
- Alpha Acosta - Mariana
- Fabiola Campomanes - Lucila
- Leonardo García - Óscar
- Mané Macedo - Delia Escobedo
- Patricia Martínez - Eufemia
- Irma Torres - Librada
- Georgina Pedret - Luz
- Mónica Dionne - Teté
- Sergio Jiménez - Dr. Santos
- Javier Gómez - Humberto
- Alma Rosa Añorve
- Beatriz Ambriz
- José Salomé Brito
- Dionisio
- Bárbara Eibenshutz
- Maximiliano Hernández
- Claudia Incháurregui
- Thelma Dorantes
- José Amador
- Kala Ruiz
- Carlos Águila
- Aracely Arámbula

## Equipo de producción
- Historia original: Inés Rodena
- Libreto: Carlos Romero
- Adaptación: Dolores Ortega
- Versión: Valeria Phillips
- Edición literaria: Carmen Muñoz de Cote, Luz Orlín
- Diálogos adicionales: Kary Fajer
- Tema musical: Prisionera de amor
- Autores: Jorge Olvera, Jesús Medel, Carlos Garrocho
- Intérprete: Rocío Banquells
- Temas originales: Zbigniew Paleta
- Obras musicales: Luis Ignacio Guzmán Zaldívar
- Escenografía y ambientación: José Contreras, Gerardo Hernández
- Diseño de vestuario: Raquel Parot
- Diseño de imagen: Miguel Salas, Francisco Iglesias
- Musicalización: Juan López
- Edición: J.R. Navarro
- Gerente administrativo: Luis Luisillo Miguel
- Jefe de producción en locación: Marco Antonio Cano
- Jefe de producción en foro: Georgina Garibay García
- Coordinación de producción: Georgina Castro Ruiz
- Gerente de producción: Xuitlaltzin Vázquez
- Directora de diálogos: Ana Celia Urquidi
- Director de cámaras: Carlos Sánchez Zúñiga
- Director: Luis Vélez, Pedro Damián
- Productor: Pedro Damián

## Premios y nominaciones

### Premios TVyNovelas 1995
| Categoría             | Nominado(a)      | Resultado |
| --------------------- | ---------------- | --------- |
| Mejor villana         | Julieta Egurrola | Nominada  |
| Mejor actriz joven    | Karla Álvarez    | Nominada  |
| Mejor actor joven     | Gerardo Hemmer   | Nominado  |
| Mejor actriz infantil | Alisa Vélez      | Nominada  |

## Versiones
- En su primera parte está basada en la radionovela Ileana de Inés Rodena, de la cual se hicieron dos versiones anteriores:
  - Iliana (Venezuela, 1977) con Helianta Cruz y Jean Carlo Simancas.
  - Primera parte de Amalia Batista (México, 1983) con Susana Dosamantes y Rogelio Guerra.

- En su segunda parte está basada en la radionovela Sacrificio de mujer de la misma autora, de la cual se han realizada otras versiones: 
  - Primera parte de Sacrificio de mujer (Venezuela, 1972) protagonizada por Doris Wells y Raul Amundaray.
  - Segunda parte de Bianca Vidal (México, 1983) protagonizada por Edith González y Salvador Pineda.
  - Segunda parte de Camila (México, 1998) protagonizada por Bibi Gaytán y Eduardo Capetillo.
  - Segunda parte de Amar sin límites (México, 2006) protagonizada por Karyme Lozano y Valentino Lanús.